# Смиксберг (Пенсилванија)
Смиксберг (енгл. Smicksburg) град је у америчкој савезној држави Пенсилванија.

## Демографија
По попису из 2010. године број становника је 46, што је 3 (-6,1%) становника мање него 2000. године.
| Група             | 2000.       | 2010.      |
| Белци             | 49 (100,0%) | 45 (97,8%) |
| Афроамериканци    | 0 (0,0%)    | 0 (0,0%)   |
| Азијати           | 0 (0,0%)    | 0 (0,0%)   |
| Хиспаноамериканци | 0 (0,0%)    | 0 (0,0%)   |
| Укупно            | 49          | 46         |